# 1998-as németországi szövetségi választás
| Listavezető              | Gerhard Schröder    | Helmut Kohl         | Joschka Fischer    | Wolfgang Gerhardt  | Gregor Gysi        |
| ------------------------ | ------------------- | ------------------- | ------------------ | ------------------ | ------------------ |
| Párt neve                | SPD                 | CDU / CSU           | Zöldek             | FDP                | PDS                |
| Szavazatok száma         | 20,181,269 40,9%    | 17,329,388 35,1%    | 3,301,624 6,7%     | 3,080,955 6,2%     | 2,515,454 5,1%     |
| Mandátumok               | Bundestag:298 / 669 | Bundestag:245 / 669 | Bundestag:49 / 669 | Bundestag:47 / 669 | Bundestag:36 / 669 |
| Változás %-pont          | 4,5                 | 6,4                 | 0,6                | 0,7                | 0,7                |
| Változás a mandátumokban | 46                  | 49                  | 2                  | 4                  | 6                  |

Az 1998-as németországi szövetségi választást, 1998. szeptember 27-én tartották meg, amin a Bundestag, a német szövetségi parlament tagjait választották meg. A választáson a Szociáldemokrata Párt aratott győzelmet és a párt elnöke, Gerhard Schröder lett a kancellár.

## Választási kampány
A kampány elsősorban a munkanélküliség helyzetéről és a gazdaság állapotáról szólt. A német újraegyesítés óta, 1990 óta a munkanélküliség 4.2%-ről 9.4%-ra nőtt 1998-ra, ami 4 millió munkanélkülit jelentett. Amellett hogy ezek a komoly belső feszültségek jelen voltak az újraegyesített országban, az európai integrációs folyamatok vezetőjeként is fellépett. A közvélemény jelentős része a Helmut Kohl vezette jobbközép CDU/CSU és szabaddemokraták fémjelezte kormánykoalíciót okolta a gazdasági helyzetért. A már ekkor 16 éve kancellár Kohl vezette kabinetnek nem sikerült teljesen körűen megvalósítani a kelet-német tartományok integrálást, hiszen számos tömegtüntetés zajlott le kelet-német nagyvárosokban, a jólléti kiadásokat megnyirbálása és a növekvő munkanélküliség miatt. 
A kampány azzal kezdődött, hogy a két nagy párt a CDU és az SPD párt elnököt választott. Felmerült olyan pletyka, hogy Helmut Kohl lemond és átadja helyét Wolfgang Schäublének, a CDU/CSU frakcióvezetőjének, ám 1997. áprilisában bejelentette hogy újabb ciklust vállalna, így ismét ő lett a CDU kancellár-jelöltje. Az SPD két jelöltje Oskar Lafontaine és Gerhard Schröder, Alsó-Szászország miniszterelnöke volt. 
1998. március 1-én Schröder fölényes győzelmet aratott az alsó-szászországi tartományi választáson, 42%-ot ért el. Schröder új arcot vitt az SPD politikájába. 
A CDU kampány alapvetően Kohl kancellári tapasztalatára és hírnevére épült. A CDU szlogenje a "Biztonság, nem kockázat" volt. Az SPD kampánya a munkanélküliségről is szólt és Kohlt a "munkanélküli kancellárnak" nevezte. A munkanélküliség a volt NDK területén volt a legmagasabb: 20%. A másik fontos téma az adó- és a jólléti rendszer reformja volt. Az Uniópártok az egészségügyi juttatások és a nyugdíjasoknak biztosított kedvezmények csökkentése mellett kampányolt, és adócsökkentést szeretett volna véghez vinni. Az SPD ellenezte ezeket. 
Egy kutatás szerint az SPD ekkoriban centrista irányultságú volt és a Zöldek voltak baloldaliak. 

## Választási szlogenek
- SPD: Deutschland braucht einen neuen Kanzler! (Németországnak új kancellára van szüksége!)
- CDU/CSU: Weltklasse für Deutschland! (Világcsúcs Németországért!)
- FDP: Verläßichkeit. Vertrauen. Kinkel (Megbízhatóság. Bizalom. Kinkellel)
- Szövetség '90/Zöldek: Neue Mehrheiten nur mit uns! (Új többséget csak velünk!)
- PDS: Ausbilden, nich ausgrenzen! (Oktatni és nem kirekeszteni!)

## Eredmények
A választási eredményváró műsor 17:30 órakor jelentkezett az ARD Das Erste csatornáján, illetve a ZDF csatornáján. Az exit poll eredmények 18 órakor láttak napvilágot. 

### Országos eredmények
| Párt neve | Párt neve                                           | Pártlistás szavazás | Szavazatok % | Szavazatok % | Elnyert mandátumok | Elnyert mandátumok | Mandátumok % |
| --------- | --------------------------------------------------- | ------------------- | ------------ | ------------ | ------------------ | ------------------ | ------------ |
|           | Németország Szociáldemokrata Pártja (SPD)           | 20.181.269          | 40,9%        | +4,5%        | 295                | +43                | 44,5%        |
|           | Kereszténydemokrata Unió (CDU)                      | 14.004.908          | 28,4%        | -5,8%        | 198                | -46                | 29,6%        |
|           | Bajor Keresztényszociális Unió (CSU)                | 3.324.480           | 6,8%         | -0,6%        | 47                 | -3                 | 7,0%         |
|           | Szövetség '90/Zöldek                                | 3.301.624           | 6,7%         | -1,1%        | 47                 | -2                 | 7,0%         |
|           | Német Szabaddemokrata Párt (FDP)                    | 3.080.955           | 6,2%         | -0,2%        | 43                 | -4                 | 6,4%         |
|           | Demokratikus Szocializmus Pártja (PDS)              | 2.515.454           | 5,1%         | +0,7%        | 36                 | +6                 | 5,4%         |
|           | Egyéb pártok                                        | 2.899.822           | 5,9%         |              | 0                  |                    | 0,0%         |
|           | Érvénytelen szavazatok /üresen hagyott szavazólapok | 638.575             | -            | -            | -                  | -                  | -            |
| Összesen  | Összesen                                            | 49.947.087          | 100,0%       |              | 669                | -3                 | 100,0%       |

### Területi eredmények
A választáson az SPD Schleswig-Holstein, Mecklenburg-Elő-Pomeránia, Brandenburg, Türingia, Szász-Anhalt, Alsó-Szászország, Észak-Rajna-Vesztfália, Hessen, Saar-vidék, Berlin, Bréma és Hamburg tartományok választókerületeiben győzött. 
Az Uniópártok Bajorország, Baden-Württemberg, Szászország és Mecklenburg-Elő-Pomerániában Rügen térségének választókerületeiben győzött. 
A PDS-nek négy kelet-berlini választókerületben sikerült győznie.

SPD vote
CDU/CSU vote
Green vote
FDP vote
PDS vote

## Következmény
A választásokon a CDU/CSU mintegy 6%-ot vesztett, az FDP-vel együtt pedig nem lett meg a kormánytöbbség a Bundestagban. A szociáldemokraták és zöldek együtt 345 mandátumot szereztek, ami abszolút többséget hozott a Bundestag. Ezzel a második világháború utáni első olyan balközép kormány lett, aminek abszolút többsége lett. 